# Cabestany
Cabestany (katalanisch gleichlautend) ist eine französische Gemeinde mit 10.414 Einwohnern (Stand 1. Januar 2022) im Département Pyrénées-Orientales der Region Okzitanien südöstlich von Perpignan. Die Gemeinde gehört zur historischen Provinz und alten Kulturlandschaft des Roussillon.

## Lage und Klima
Ort und Gemeinde liegen in der Küstenebene zwischen den Flüssen Têt und Réart in einer Höhe von etwa 30 m; die Großstadt Perpignan befindet sich ungefähr 6 km (Fahrtstrecke) westlich, die Mittelmeerküste ist ca. 15 km (Luftlinie) entfernt. Das Klima ist gemäßigt bis warm; Regen (ca. 585 mm/Jahr) fällt hauptsächlich im Winterhalbjahr.

## Bevölkerungsentwicklung
| Jahr                      | 1800 | 1851 | 1901  | 1954  | 1999  | 2019   |
| Einwohner                 | 257  | 686  | 1.497 | 1.029 | 8.259 | 10.106 |
| Quelle: Cassini und INSEE |      |      |       |       |       |        |

Die Reblauskrise und die zunehmende Mechanisierung der Landwirtschaft führten in der ersten Hälfte des 20. Jahrhunderts zu einem Mangel an Arbeitsplätzen und in der Folge zu einem deutlichen Bevölkerungsrückgang. Der Wiederanstieg der Einwohnerzahlen seit den 1960er Jahren ist hauptsächlich auf die Nähe zum Großraum Perpignan zurückzuführen.

## Wirtschaft
Die etwa 1000 Hektar große Gemeinde liegt in der Küstenebene des Roussillon. In früheren Zeiten erstreckten sich hier flache Seen (vergleichbar dem benachbarten  Étang de Canet), die in der Folge verlandeten. Die so entstandenen Ackerflächen werden hauptsächlich für den Weinanbau (Côtes du Roussillon), zunehmend aber auch für Ferienwohnungen genutzt.

## Geschichte
Auf dem Gemeindegebiet wurden prähistorische und antik-römische Kleinfunde gemacht; der Ort lag an der Via Domitia. Die erste urkundliche Erwähnung des Ortsnamens stammt aus dem Jahr 927; die erste Erwähnung einer Église Sainte-Marie findet sich im Jahr 1089. Im 11. und 12. Jahrhundert gehörte die zwischen Frankreich und dem Königreich Aragón umstrittene Gegend zu Aragón, von 1229 bis 1344 zum Königreich Mallorca und danach wieder zu Aragón bzw. zum Königreich Spanien. Erst nach wiederholten kriegerischen Auseinandersetzungen wurde im Pyrenäenfrieden von 1659 die endgültige Zugehörigkeit zu Frankreich vereinbart.

## Sehenswürdigkeiten

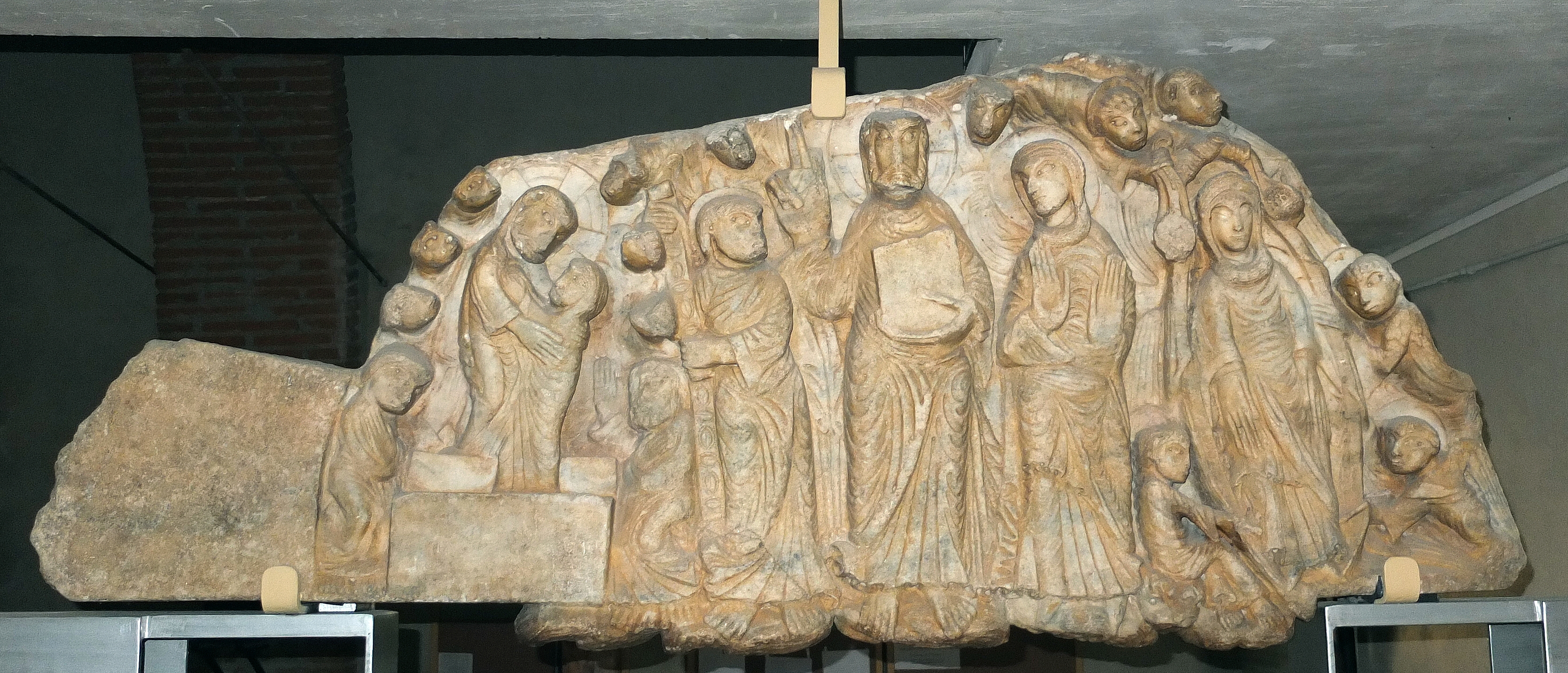
Tympanon des Meisters von Cabestany

- Bedeutendste Sehenswürdigkeit des Ortes ist die einschiffige, aber mit zwei Querhauskapellen versehene romanisch-gotische Kirche Notre-Dame des Anges. Von der romanischen Kirche stammt die außen wie innen schmucklos gestaltete Apsis. Der Glockenturm (clocher) dürfte eine spätere Hinzufügung sein; der abschließende Glockenkäfig stammt aus dem 16./17. Jahrhundert.
- Der Ort verdankt seine Berühmtheit dem Meister von Cabestany, einem namentlich unbekannten Bildhauer des 12. Jahrhunderts, dessen Werke sich – nach der Ansicht einiger Forscher – nicht nur in Südfrankreich, sondern auch in Nordspanien und Italien finden. Die Kirche beherbergt mit dem Tympanon eines der bekanntesten Werke dieses Künstlers.

## Persönlichkeiten
- Wilhelm von Cabestany (um 1180–um 1225), Troubador